# Liste der Geotope in Baden-Baden
Diese sortierbare Liste der Geotope in Baden-Baden enthält die Geotope des baden-württembergischen Stadtkreises Baden-Baden, die amtlichen Bezeichnungen für Namen und Nummern sowie deren geographische Lage. Die Geotope sind im Geotop-Kataster Baden-Württemberg dokumentiert und umfassen Aufschlüsse von Gesteinen, Böden, Mineralien und Fossilien sowie besondere Landschaftsteile.

## Liste
Im Stadtkreis sind 32 Geotope (Stand 19. Juli 2020) vom Landesamt für Geologie, Rohstoffe und Bergbau (LGRB) ausgewiesen:
| Steckbrief Nr. (PDF) | Name                                                                                                | Geotoptyp          | Gemeinde/Stadt, Gemarkung            | Koordinaten                     | Bild | Bemerkungen |
| -------------------- | --------------------------------------------------------------------------------------------------- | ------------------ | ------------------------------------ | ------------------------------- | ---- | --- |
| 241                  | Geroldsauer Wasserfall, Baden-Baden-Geroldsau                                                       | Wasserfall         | Baden-Baden                          | 48° 42′ 48,6″ N, 8° 14′ 58,9″ O |      | Geologische Einheit: Bühlertal-Granit Status: geschützt (Naturdenkmal Geroldsauer Wasserfall)                             |
| 242                  | Bernickelfelsen (Kreuzfelsen), Baden-Baden-Geroldsau                                                | Felsformation      | Baden-Baden                          | 48° 42′ 39″ N, 8° 15′ 20,5″ O   |      | Geologische Einheit: Bühlertal-Granit Status: geschützt (Naturdenkmal Bernickelfelsen (Kreuzfelsen))                      |
| 243                  | Battertfelsen beim Schloss Hohenbaden, Baden-Baden                                                  | Felsformation      | Baden-Baden                          | 48° 46′ 36,9″ N, 8° 15′ 7,2″ O  |      | Geologische Einheit: Rotliegend Status: mit geschützt (NSG Battertfelsen beim Schloß Hohenbaden)                          |
| 244                  | Aufg. Steinbruch Hardberg, Baden-Baden                                                              | Aufschluss         | Baden-Baden                          | 48° 46′ 57,2″ N, 8° 13′ 14,2″ O |      | Geologische Einheit: Mittlerer Buntsandstein Status: geschützt (Naturdenkmal Steinbruch Hardberg)                         |
| 245                  | Westliche Gruppe der Kapffelsen, Baden-Baden-Ebersteinburg                                          | Felsformation      | Baden-Baden Gemarkung Ebersteinburg  | 48° 46′ 27,3″ N, 8° 16′ 17,9″ O |      | Geologische Einheit: Rotliegend Status: geschützt (Naturdenkmal Westliche Gruppe der Kapffelsen mit Riedelbau)            |
| 246                  | Wolfsschlucht, Baden-Baden-Ebersteinburg                                                            | Landschaftselement | Baden-Baden Gemarkung Ebersteinburg  | 48° 46′ 36,5″ N, 8° 16′ 40,3″ O |      | Geologische Einheit: Rotliegend Status: geschützt (Naturdenkmal Wolfsschlucht)                                            |
| 247                  | Sanddüne im Niederwald bei Sandweiher                                                               | Landschaftselement | Baden-Baden Gemarkung Sandweiher     | 48° 49′ 39,4″ N, 8° 11′ 0,3″ O  |      | Geologische Einheit: Pleistozäne Binnendünen Status: mit geschützt (NSG Sandheiden und Dünen bei Sandweier und Iffezheim) |
| 248                  | Katzenstein, Baden-Baden                                                                            | Felsformation      | Baden-Baden                          | 48° 45′ 37,8″ N, 8° 13′ 4,7″ O  |      | Geologische Einheit: Rotliegend                                                                                           |
| 249                  | Korbmattenkopf, Baden-Baden                                                                         | Felsformation      | Baden-Baden                          | 48° 44′ 37,3″ N, 8° 13′ 5,6″ O  |      | Geologische Einheit: Rotliegend                                                                                           |
| 250                  | Aufg. Steinbruch am Leisberg SW von Lichtental                                                      | Aufschluss         | Baden-Baden                          | 48° 44′ 19,3″ N, 8° 15′ 9,2″ O  |      | Geologische Einheit: Rotliegend                                                                                           |
| 251                  | Lanzenfelsen, Baden-Baden                                                                           | Felsformation      | Baden-Baden                          | 48° 42′ 9,6″ N, 8° 14′ 39,9″ O  |      | Geologische Einheit: Bühlertal-Granit                                                                                     |
| 253                  | Schloß Hohenbaden und Umgebung N von Baden-Baden                                                    | Felsformation      | Baden-Baden                          | 48° 46′ 35,1″ N, 8° 14′ 40,8″ O |      | Geologische Einheit: Friesenberg-Granit                                                                                   |
| 254                  | Aufg. Steinbruch SW vom Schloß Hohenbaden S der Straße nach Baden-Baden                             | Aufschluss         | Baden-Baden                          | 48° 46′ 30,5″ N, 8° 14′ 25,2″ O |      | Geologische Einheit: Friesenberg-Granit                                                                                   |
| 255                  | Böschungsaufschluss eines Waldwegs am Balzenberg N von Baden-Baden                                  | Aufschluss         | Baden-Baden                          | 48° 46′ 18,7″ N, 8° 14′ 11,2″ O |      | Geologische Einheit: Kontakt Friesenberg-Granit altpaläozoische Schiefer                                                  |
| 256                  | Kar unterh. des Mittelfeldkopfs ca. 1300 m N von Herrenwies                                         | Kar                | Baden-Baden                          | 48° 40′ 13,1″ N, 8° 15′ 35,9″ O |      | Geologische Einheit: Unterer Buntsandstein                                                                                |
| 257                  | Aufg. Steinbruch am Staufenberg ca. 700 m SE von Ebersteinburg                                      | Aufschluss         | Baden-Baden Gemarkung Ebersteinburg  | 48° 46′ 12″ N, 8° 16′ 45,5″ O   |      | Geologische Einheit: Unterer Buntsandstein                                                                                |
| 258                  | Aufg. Steinbruch mit Grillplatz Ochsenmatten/Ziegelwasenhütte (Straße Haueneberstein-Ebersteinburg) | Aufschluss         | Baden-Baden Gemarkung Ebersteinburg  | 48° 47′ 29,2″ N, 8° 15′ 37,8″ O |      | Geologische Einheit: Oberer Muschelkalk                                                                                   |
| 259                  | Aufschluss SW-Seite der Schindelklamm N von Ebersteinburg                                           | Aufschluss         | Baden-Baden Gemarkung Ebersteinburg  | 48° 47′ 35,3″ N, 8° 16′ 17,9″ O |      | Geologische Einheit: altpaläozoische Tonschiefer                                                                          |
| 260                  | Engelskanzel, Baden-Baden-Ebersteinburg                                                             | Felsformation      | Baden-Baden Gemarkung Ebersteinburg  | 48° 46′ 26″ N, 8° 16′ 21,8″ O   |      | Geologische Einheit: Rotliegend                                                                                           |
| 261                  | Teufelskanzel, Baden-Baden-Ebersteinburg                                                            | Felsformation      | Baden-Baden Gemarkung Ebersteinburg  | 48° 46′ 21,5″ N, 8° 16′ 25,8″ O |      | Geologische Einheit: Rotliegend                                                                                           |
| 262                  | Verbrannter Felsen, Baden-Baden-Ebersteinburg                                                       | Felsformation      | Baden-Baden Gemarkung Ebersteinburg  | 48° 46′ 51,6″ N, 8° 17′ 4,6″ O  |      | Geologische Einheit: Rotliegend                                                                                           |
| 263                  | Aufg. Steinbruch an der NW-Seite des Merkur (Großer Staufenberg)                                    | Aufschluss         | Baden-Baden Gemarkung Ebersteinburg  | 48° 46′ 10″ N, 8° 16′ 38,7″ O   |      | Geologische Einheit: Unterer Buntsandstein                                                                                |
| 264                  | Aufg. Steinbruch mit Schießstand am unt. Ende der Schindelklamm N von Ebersteinburg                 | Aufschluss         | Baden-Baden Gemarkung Ebersteinburg  | 48° 47′ 33,3″ N, 8° 16′ 11″ O   |      | Geologische Einheit: Rotliegend                                                                                           |
| 265                  | Aufg. Steinbrüche im Eberbachtal ab Ochsenmatten E von Balg                                         | Aufschluss         | Baden-Baden Gemarkung Haueneberstein | 48° 47′ 33,4″ N, 8° 14′ 46,8″ O |      | Geologische Einheit: Mittlerer Buntsandstein Oberer Buntsandstein                                                         |
| 266                  | Aufschluss an der Straße N von Müllenbach                                                           | Aufschluss         | Baden-Baden Gemarkung Lichtental     | 48° 44′ 44,2″ N, 8° 17′ 37,7″ O |      | Geologische Einheit: ? |
| 267                  | Aufg. Steinbruch Schatzbühl NE von Baden-Baden-Geroldsau                                            | Aufschluss         | Baden-Baden Gemarkung Lichtental     | 48° 43′ 47″ N, 8° 15′ 19,5″ O   |      | Geologische Einheit: Rotliegend                                                                                           |
| 268                  | Straßenkreuzung gegenüber dem Waldhotel ca. 400 m E vom Ortsende Oberbeuren                         | Aufschluss         | Baden-Baden Gemarkung Lichtental     | 48° 44′ 19,5″ N, 8° 17′ 24,8″ O |      | Geologische Einheit: Forbach-Granit                                                                                       |
| 269                  | Straßenanschnitt in Neuweier an der Hauptstraße                                                     | Aufschluss         | Baden-Baden Gemarkung Neuweier       | 48° 43′ 30,5″ N, 8° 10′ 27,1″ O |      | Geologische Einheit: Kinzigit                                                                                             |
| 270                  | Aufg. Steinbruch am östl. Ortsende von Neuweier                                                     | Aufschluss         | Baden-Baden Gemarkung Neuweier       | 48° 43′ 8″ N, 8° 11′ 36″ O      |      | Geologische Einheit: Bühlertal-Granit                                                                                     |
| 271                  | Aufg. Tongrube (Hourdis-Werke) Schweigroter Matten, Baden-Baden                                     | Aufschluss         | Baden-Baden Gemarkung Oos            | 48° 46′ 37,7″ N, 8° 12′ 18,2″ O |      | Geologische Einheit: Oligozän                                                                                             |
| 272                  | Pulverstein, Baden-Baden                                                                            | Felsformation      | Baden-Baden Gemarkung Oos            | 48° 45′ 44,6″ N, 8° 12′ 57,7″ O |      | Geologische Einheit: Rotliegend                                                                                           |
| 273                  | Hohlweg S von Baden-Baden ca. 900 m WNW vom Waldschloß                                              | Hohlweg            | Baden-Baden Gemarkung Oos            | 48° 46′ 39,5″ N, 8° 12′ 36,3″ O |      | Geologische Einheit: Unterer Buntsandstein                                                                                |